# Ulolonche fasciata
Ulolonche fasciata là một loài bướm đêm trong họ Noctuidae.